# 國家委員會 (不丹)
國家委員會是不丹議會中的上議院，不丹议会還包括不丹國王和不丹國民議會。不丹国家委員會是從屬的議會，不能發行貨幣或通過與預算相關的法案。除了制定與審查不丹法律之外，国家委員會是擔任審查影響不丹的安全、主權與利益，需要提請通知不丹國王、不丹首相與不丹國民議會的事務。国家委員會中的20位成員是從在2023年4月20日的国家委員會選舉中選出。

## 成員
国家委員會由25位成員組成。20位成員是從20個宗中的選民所選出，而5位成員是由不丹國王任命。成員不能屬於任何政黨，並且最低學歷至少要經政府認可的大學畢業的學位。。
第一屆国家委員會的成員大致上都很年輕，大部分都低於40歲。根據報導這是因為只有持有學位的人可以成為候選人，而在不丹近現代出生的人較容易獲得正式教育。

## 歷史
国家委員會的前身是皇家顧問委員會（Lodey Tshogdey），最早在1953年的不丹法律就有提到。從一開始，皇家顧問委員會的成員兼任一院制國民議會的成員（現代不丹國民議會的前身）。皇家顧問委員會在1965年正式成立，以向不丹國王進行顧問諮詢，並監督國民議會制定的方案和政策的執行狀況。皇家顧問委員會後來是一個協商和諮詢機構。国家委員會中的六個成員是民主選舉產生、兩個是由僧侶中選出，一個是由不丹國王任命以作為主席。根據1979年關於议会成員的法律規定，僧侶代表必須要識字並且對於「天龍傳承宗教有豐富的知識」。僧侶的被提名人必須要有國民議會議長的批准。區域代表是由國民會議從村民會議批准的人選中選出。他們必須識字，對不丹傳統文化與習俗有豐富知識。作為不丹國王主要的諮詢機構，皇家顧問委員會是國家的重要組織，並且直接與國民議會進行互動。
第一屆不丹內閣由皇家顧問委員會與不丹大臣會議組成。其成員對不丹國王與國民會議共同負責。
国家委員會在2008年根據《不丹憲法》第二條成立，憲法中沒有提到皇家顧問委員會。隨後的2008年《国家委員會法案》把国家委員會的獨立法定依據編入進去。在此框架下，也明文廢除了「所有與皇家顧問委員會相關的法律」。《国家委員會法案》闡明了其成員的資格、會議、陳述、辯論、表決程序、委員會與規則制定權、糾舉、卸任與其他罰則的相關規定。該法案也為国家委員會的行政設立了一位主席、一位副主席以及一位皇家任命的秘書長。
不丹议会包括国家委員會的第一次聯席會議在2008年5月8日至30日舉行。国家委員會的第一次會期在2008年7月17日至24日舉行。

## 外部連結
- . 不丹政府.   [2010-12-29]. （原始内容存档于2009-08-10）.
- 不丹國民議會（页面存档备份，存于）
- 不丹憲法（页面存档备份，存于）